# Ло Вјаноц (Долина Аосте)
Ло Вјаноц је насеље у Италији у округу Долина Аосте, региону Долина Аосте.
Према процени из 2011. у насељу је живело 12 становника. Насеље се налази на надморској висини од 1565 м.